# 葛西
葛西（かさい）は、現在の東京都東部の地名である。広義にはかつての下総国葛飾郡の西半分（中世以前）、武蔵国葛飾郡（江戸時代初期に発足）を指し、狭義には東京都江戸川区南部の地区である。本記事ではこの両者について記述する。

## 広義の葛西
平安時代（およそ西暦900年代）以前より呼ばれている広域地名。国郡制で定めた下総国葛飾郡の西半分を葛西、東半分を葛東と呼んだ。江戸時代には武蔵国葛飾郡の域であり明治以降は東京府南葛飾郡となった域が概ね該当する。 

### 地域
現在の行政区分では、東京都葛飾区、江戸川区の全域と墨田区の一部（旧向島区のほぼ全域）、江東区の一部（旧城東区のほぼ全域）になる。
なお本所地区の牛島（向島、吾妻橋、東駒形ほか）、深川地区の永代島（永代、佐賀、福住）は中世までは武蔵国豊島郡に属したが、江戸時代初期の武蔵国葛飾郡発足の際に編入された。両国（江戸時代に作られた地名）もこれに含まれる。
中世においての中心地は葛飾区の青戸（青砥）付近であったと考えられ、中世の武将である葛西氏はこの付近に館（葛西城）を構えていたと見られる。

### 歴史
下総国と武蔵国の国境はもともとは古い利根川の河道に一致し、現在の千住曙町以南の隅田川を流れ、東京湾への河口付近は横十間川を流れた。
最近になってこの地域の古代の戸籍帳（下総国葛飾郡大嶋郷戸籍）が発見された。
また平安時代には伊勢物語にこの地域の記述が見られる。東武伊勢崎線の業平橋駅（現・とうきょうスカイツリー駅）の由来はこの故事にちなむものとされている。
平安時代末期に至ると桓武平氏の内秩父氏の一派がこの地域に寄り、葛西氏を名乗った。葛西氏は源頼朝の蜂起に呼応してこれに合流し、現在の宮城県から岩手県にかけての地域の所領を手に入れる。後に葛西氏は東北地方の戦国大名となり、現在東北地方に多く見られる葛西姓の由来になっている。
中世を通じて葛西氏が、また葛西氏が東北へ本拠を移した後は千葉氏がこの地域を支配したが、千葉氏の勢力が衰退して後北条氏の勢力が大きくなると、千葉氏は後北条氏に服属してこの地域は実質後北条氏の武将が治める様になる。古河公方が分裂した際に後北条氏に擁立された古河公方足利義氏がこの地で元服している。
豊臣秀吉による関東征伐後は徳川家康の支配に置かれた。その後江戸時代に利根川の大規模な治水工事が行われ、利根川の水流の大部分を渡良瀬川と合して旧鬼怒川から銚子に、一部を太日川に流すようになった。これが現在の江戸川である。江戸川の誕生は葛飾地域の一体性を大きく分断した。
西側の葛西は江戸の近郊地域と化した。1683年（貞享3年）また一説によれば寛永年間（1622年-1643年）には上流部とともに下総国から武蔵国へ移管され、武蔵国葛飾郡が発足した。葛西地域の西隣では、貯木場となる木場が置かれ、元禄年間には深川、本所の江戸の市街地化が進んだ。
東側の葛西はまだまだ村が多かった。葛西にはかつての葛西氏の末裔である葛西権四郎がおり、家康の江戸入城以来、代々にわたって江戸城から出る上質な糞尿を汲み取って売買できる権利を幕府から許され、権四郎の家は大いに潤った。良い肥料を使っていることから葛西産の野菜は上物とされ葛西の村々は近郊農業で栄えた。
またこの頃になると、この地域を中川をおおよその境に東西に分けて「東葛西領」と「西葛西領」と呼ばれるようにもなった。東葛西領をさらに「上之割」・「下之割」に、西葛西領を｢本田筋｣と｢新田筋｣に分け、4地域に区分される場合もあった。
江戸後期の歌人・国学者の大橋方長による「武蔵演路」（安政9年（1780年））には武蔵国の様子が詳しく述べられており、そこには『葛飾郡ハ、本所・葛西・二郷半・幸手・杉戸・栗橋辺迄凡十一万石余の郡二して・・・』と述べられており、また『西葛西六十三ケ村、東葛西五十五ケ村』とある。
その中で
西葛西領の村は、『本所（南北）、中郷、柳嶋、亀戸、押上、猿江、大嶋、平方、永代島、小名木、海辺新田、八右衛門新田、平井新田、亀高、炮烙新田、萩新田、治兵衛新田、久左エ門新田、又兵エ新田、千田新田、砂村、砂村新田、永代新田、太良兵エ新田、中田新田、大塚新田、小梅、須崎、請池、寺嶋、小村井、隅田、隅田新田、木下川（上下）、大畑、若宮、葛西川、木ノ下、善エ門、淡須、川端、原、渋江、立石、梅田、中原、堀切、小菅、篠原、世継、宝来嶋、青戸（東西）、千葉（上下）、亀有、砂原、小谷野』で
東葛西領の村は『平井（上中下）、逆井、小松川、船堀、宇喜田（東西）、長島、桑川、一ノ江（東西）、一ノ江新田、二ノ江、本一色、本奥戸、本奥戸新田、今井（上下）、当代嶋、鎌田（上下）、新宿、谷河内、新堀、松本、前野、伊世谷、篠崎（上下）、鹿骨、今井、笹々崎、奥ノ宮、上一色、小松（内下）、伊与田、小岩（上中下）、小岩田、細田、鎌倉新田、曲金、諏方野、柴又、金町、金町新田、飯塚、猿ケ又、猿新田、中新田、新新田、小合（上下）、小合新田』である
と記されている。
明治時代になるとこの地域は東京府下に置かれ、1889年、大半は行政区分上、南葛飾郡になった。昭和に入り1932年には南葛飾郡が東京市に編入（向島区、城東区、葛飾区、江戸川区）され、1943年の東京市廃止・都制施行を経て、1947年に本所区、深川区とあわせ、現在の墨田区・江東区・葛飾区・江戸川区の4つの特別区にまとめられた。
大正時代までは本所、深川以東は市街地化が進んでおらず、水田や畑の多い、のどかな田園風景が広がっており、小松菜（古くは葛西菜とも呼ばれた）に代表される大都市近郊農業が営まれていた。しかし、隅田川がたびたび氾濫し、この地域のみならず高度化しはじめた都心の被害も甚大になり始めたため、対策として昭和5年に荒川放水路が完成してからは、宅地化や工場移転により人口流入が急速に進み市街化した。以降は、この荒川放水路以東が葛西と認識されるようになる。
昭和末期まで残っていた都県境付近の農地も、バブル期にその多くが宅地化された。バブル崩壊後、昭和前半に建てられて職住近接型の地域経済を形成していた工場や倉庫の多くが都外に移転し、跡地は大規模商業施設あるいは住宅地に転用され、千葉県など都外の住宅地から人口流入がみられている。

### 葛西に関する史跡・文化
- 葛西神社 ：創建は平安時代末期元暦2年（1185年）。上葛西、下葛西合わせた三十三郷の総鎮守として葛西清重により 香取神宮の分霊を祀ったのが始まり。現在の東京都葛飾区東金町に存在。
- 葛西囃子 ：江戸中期に始められたといわれる祭り囃子。 現在の祭囃子の祖とされる。享保初年（1716年）葛西金町村の鎮守香取明神（現葛西神社）の神主能勢環が始めたものとされる。
- 葛西念仏 ：江戸中期に江戸の葛西地方に流行した念仏踊で，近世初頭に常陸の泡斎（ほうさい）坊が唱導した〈泡斎念仏〉という乱舞形式の念仏踊の流れをくむ。泡斎(ほうさい)念仏。鉦(かね)と太鼓を三点ずつ一緒に打つ。農家・仏寺・土手などの寂しい場面や、立ち回り、殺し場に用いる。
- 葛西踊り ：念仏踊りの一。江戸時代、武蔵国葛西の農民が鉦(かね)・太鼓・笛の囃子(はやし)で、江戸の大路を踊り回ったもの。葛西念仏。
- 葛西舟 ：葛西の農産物を江戸へ運んだり、肥料用に江戸の糞尿(ふんにょう)を葛西へ運んだりするのに用いた舟。
- 葛西城 ：桓武平氏の流れをくむ葛西氏が鎌倉期に城館として築いたとされる城。現在の東京都葛飾区青戸に存在し、現在葛西城址公園となってる。
- 葛西用水 ：江戸時代初頭の1660年（万治3年）に江戸幕府が天領開発の一環として、関東郡代の伊奈忠克に開発させた灌漑用水路。

## 狭義の葛西
狭義の葛西は、東京都江戸川区南部、旧東京府南葛飾郡葛西村を中心とする地名である。面積は約14平方km。世帯数107,728。人口241,790人（平成20年1月1日現在）。東京メトロ東西線に葛西駅があるが、江戸川区に単独の町名としての「葛西」は現存しない。
東京都江戸川区の南部の地域（厳密には江戸川区役所葛西事務所の担当エリア）を指す。住所は東葛西、西葛西、南葛西、北葛西、中葛西の5つに分けられているが清新町や臨海町などの埋立地域も合わせて「葛西」と呼ばれることが多い。なお、旧江戸川の中州である妙見島は東葛西3丁目の一部である。
この地域は江戸時代は桑川村と長島村、東宇喜田村（東葛西まで）、西宇喜田村に分かれていた。1889年（明治22年）に町村制が施行され、4つの村が合併して葛西村となった。1895年（明治28年）、千葉県東葛飾郡堀江村（現・浦安市の一部）の江戸川以西の飛び地が葛西村に編入された。堀江の地区名は今も東葛西、南葛西に残っている。1932年（昭和7年）の市郡合併により、江戸川区が誕生。桑川町などが設けられた。1934年（昭和9年）には、小島町（1丁目・2丁目）や新田（1丁目・2丁目）、葛西3丁目が作られた。1969年（昭和44年）、営団地下鉄（現東京地下鉄）東西線葛西駅開業。駅の所在地である「葛西」という地名が前面に押し出され、1978年（昭和53年）以降の住居表示の実施により、その他の町も東西南北と中葛西に再編された。宇喜田町は住居表示を実施せず、現在も地番を使用している。1982年（昭和57年）、葛西沖開発事業により造成された、清新町と臨海町が加わった。

### 歴史
700年以上前からこの地域は漁村であったといわれている。
当地の沖合の東京湾は日本有数の干潟の発達していたことから、魚や貝類などの魚介類や海藻類などが豊富だったため、江戸時代初め頃にはそれらの産地として知られていた。
そうした大きな干潟の存在はには渡り鳥なども群生し、自然豊かな地域となっていた。
そのため、昭和30年代前半までは川沿いに半農半漁の集落がある地域であったが、1962年（昭和37年）に葛西沖の埋め立て計画が決定したことで、葛西浦の漁業はその歴史に終止符を打つことになった。
特に海苔採取は寛永時代から行われており、葛西浦でとれる「葛西海苔」（別名「浅草海苔」）は海苔のブランドとして有名だった。一時期衰退していたが、1881年（明治14年）頃、東宇喜田村の森興昌（雷の名主）が海苔の研究を行い復興させた。1891年（明治24年）には、深川大島町や浦安村などと共同で越中島沖合いに10万坪の海苔養殖場を作った。養殖産業は大正時代にかけて活況を呈した。その後、上記のような埋め立てや東京湾の水質汚染により、地元漁師らは海苔養殖を含めた漁業権を1962年に放棄し、葛西海苔は歴史に幕を閉じた。こうした歴史の名残で、現在でも中葛西には白子のりの本社がある。
昭和20年代に入ると、工場の排水や生活廃水などで荒川や江戸川が汚濁し、葛西の海岸も荒川や江戸川から流れてきた汚水で汚濁した。本州製紙（現王子製紙）江戸川工場による水質汚染（1958年）および、日本化学工業小松川工場の六価クロムの不法投棄（1975年発覚）は大きな問題になった。そのため漁業は縮小し、東京湾の自然も破壊されることとなった。
1969年に営団地下鉄東西線（当時）の葛西駅ができると、それまで陸の孤島であった葛西は都心に非常に近い住宅地として発展し、隣接する千葉県側の浦安市や市川市行徳地区とともに多数の民間マンションが建設され、東西線沿線は「日本一のマンション街」と形容されるほどになった。1979年には西葛西駅も開業し、ますます発展した。また、埋立地（現在の住所表示で清新町・臨海町など）には大規模団地が建設された。かつて自然が破壊された反省などから、葛西の臨海地域に葛西臨海公園・葛西海浜公園が整備された。現在、そこでは野鳥保護などに取り組んでいる。

### 葛西の名所
- 葛西臨海公園・葛西海浜公園
  - 葛西臨海水族園
  - ダイヤと花の大観覧車
- 地下鉄博物館